# ویو (ایتالیا)
ویو (به ایتالیایی: Viù) یک کومونه در ایتالیا است که در استان تورین واقع شده‌است. ویو ۸۴٫۱۱ کیلومتر مربع مساحت و ۱٬۰۳۹ نفر جمعیت دارد و ۷۸۵ متر بالاتر از سطح دریا واقع شده‌است.